# Frederik Wilmann
Frederik Wilmann (Viggja, Skaun, 17 de juliol de 1985) és un ciclista noruec, professional des del 2005.
El seu pare Jostein també es dedicà al ciclisme.

## Palmarès
- 2007
  -  Campió de Noruega en ruta sub-23
- 2008
  - Vencedor d'una etapa al Tour de Bretanya
- 2009
  - 1r a la Mi-août en Bretagne
  - Vencedor d'una etapa al Tour d'Alsàcia
- 2011
  - 1r a la Rogaland Grand Prix
- 2014
  - 1r a la Roserittet